# VDSL2
Le VDSL2 (de l'anglais Very-high-bit-rate digital subscriber line 2) est un protocole de transmission de données à haut débit vers un abonné à travers une paire de fils de cuivre. VDSL2 est le successeur du VDSL. Parmi les améliorations notables, le débit maximal théorique passe de 34  à   100 Mbit/s en full-duplex, et la distance entre l'utilisateur et le DSLAM est portée à 3 500 mètres.

## Standards

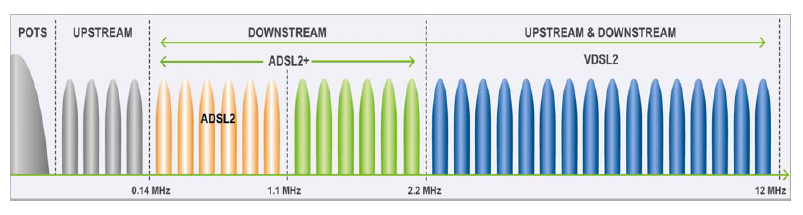
Spectre de fréquence utilisé par le VDSL2 (en bleu).

Le VDSL2 est une technique standardisée (ITU G.993.2) : elle permet d’obtenir une bande passante de 100 Mbit/s à 500 mètres sur une simple paire de câbles de cuivre (en symétrique) de section 4 ou 6⁄10, comme celle utilisée actuellement avec l'ADSL (25 Mbit/s à la source).

## Vectorisation
La vectorisation (vectoring en anglais) est une méthode de transmission qui tire parti d'une synchronisation des signaux de la ligne pour réduire la diaphonie et améliorer les performances. Cette technologie fonctionne sur le même principe que le contrôle actif du bruit utilisé dans les casques antibruits actifs,. Le standard ITU-T G.993.5, aussi connu sous les noms G.vector, VDSL3 ou encore SuperVector, décrit la vectorisation du VDSL2. Un débit de 100 Mbit/s peut être atteint en pratique.

Le vectoring VDSL2 utilise une codification de canal spéciale sur le DSLAM central du côté de l'opérateur et sur le modem VDSL2 de vectoring du côté de l'abonné pour réduire les interférences mutuelles sur les lignes de transmission adjacentes. 
Cela nécessite que le DSLAM ait un contrôle complet sur toutes les lignes individuelles dans un faisceau de câbles principal afin de permettre une compensation mutuelle. Le DSLAM connaît donc en permanence le signal présent sur chaque ligne et peut réduire les interférences mutuelles.
L'utilisation de VDSL2-Vectoring nécessite que l'entreprise qui souhaite l'utiliser ait accès à tous les paires de fils de cuivre du dérivateur de câbles, ce qui peut entraîner des problèmes de concurrence entre les opérateurs.
De plus, certains opérateurs de réseaux de télécommunications ont critiqué l'utilisation de VDSL2-Vectoring, car elle nécessite l'installation de matériel coûteux sur le réseau de télécommunications et ne permet pas d'atteindre les vitesses de transmission promises dans certains cas. Le G.fast est une alternative au vectoring.

## Europe
La plupart des opérateurs européens ont annoncé des déploiements VDSL2 à grande échelle. En effet, cette technique permet des débits de 50 Mbit/s symétriques pour des investissements dix fois inférieurs à la fibre, en particulier en zone pavillonnaire. En effet dans les zones pavillonnaires (55,8 % de l'habitat en France en 2009 est un habitat individuel) qui refusent tout câble aérien, le coût du génie civil du VDSL2 représente le meilleur compromis comparativement à la fibre optique.

### Belgique
La Belgique a commencé son déploiement VDSL2 en avril 2008.
Fin 2012 la couverture du territoire belge en VDSL2 est de 85 %.
Fin 2018, la couverture de la population belge en VDSL2 est de 95 %, dont 88 % vectorisé, cela signifie que plus de 50 % de la population a accès à 100 Mbit/s et 92 % ont 30 Mbit/s (en incluant les foyers raccordés au cuivre et à la ﬁbre). Plus de 1,8 million de clients VDSL2 sont en service.

### France
En juin 2012, France Telecom a annoncé le lancement d'expérimentations VDSL2. Membre du Comité Expert Cuivre de l'Autorité de régulation des communications électroniques et des postes (comme France Telecom), OVH Télécom annonce également réaliser ses propres essais VDSL2 à partir du 1er octobre 2012.
En avril 2013, l'Autorité de régulation des communications électroniques et des postes (Arcep) officialise le lancement du VDSL2 sur le territoire français, les expérimentations précitées étant concluantes. Sept profils VDSL2 sont validés par l'Arcep : 8a, 8b, 8c, 8d, 12a, 12b, et 17a. Le déploiement commercial à grande échelle débutera donc dès le 1er octobre 2013. Les principaux opérateurs français (en parts de marché) à l'exception de SFR ont déjà déployé un parc de modems compatibles,,. Free a annoncé, à compter de juin 2013, que le VDSL2 sera disponible pour ses abonnés équipés d'une Freebox Revolution et d'une ligne éligible, des départements de la Gironde et de la Dordogne, puis a annoncé en octobre le lancement du VDSL2 sur l'ensemble du territoire. Dans la nuit du 9 au 10 juin 2013, OVH Télécom a également basculé ses abonnés éligibles, situés dans l'agglomération bordelaise, vers le VDSL2 ; la box fournie est de la marque Technicolor TG 789 et TG 789vn v3.
Le 10 juillet 2014, l'Arcep étend l'autorisation du VDSL2 à toute la France et à l'ensemble des lignes cuivre connectées à un nœud de raccordement d'abonnés (NRA).
Le VDSL2 a rendu, fin 2014, le très haut débit accessible (lignes éligibles) à environ 16 % des 31 millions de lignes ADSL de France, car le VDSL2 pour atteindre le très haut-débit (plus de 30 Mbit/s) nécessite une distance au central téléphonique inférieure à un kilomètre, sauf si un répéteur ou un sous-répartiteur est présent. Enfin le VDSL2 peut offrir des débits d'environ 80 Mbit/s, inférieurs aux très haut débits de 100 Mbit/s (ou plus) offerts par la fibre optique ou l'hybride fibre coaxial (HFC et DOCSIS 3.0). Pour cette raison, le VDSL2 (comme la nouvelle norme G.fast) devrait conduire à la mise en place de coffrets DSLAM déportés (fibre jusqu’au sous-répartiteur ou jusqu’à l’immeuble).
L'Arcep ne semble pas prête a donner son accord à la vectorisation.

### Monaco
À Monaco, l'opérateur Monaco Telecom propose depuis juin 2010 la technique VDSL2 avec un débit de 30 Mbit/s en téléchargement et 2 Mbit/s en chargement pour toute la principauté. La box fournie est de la marque Technicolor TG 789 et TG 789vn v3.
Depuis juillet 2014 le débit maximal est de 60 Mbit/s en download et 8 Mbit/s en upload.

## Performances

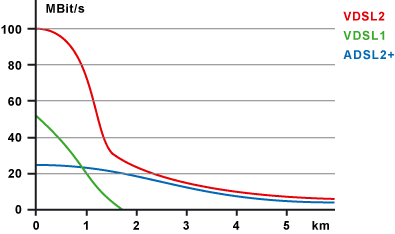
Performances VDSL/ADSL

Le VDSL2 est très rapide en dessous de 800 mètres. À partir de 2 km, le VDSL2 est équivalent à l’ADSL 2+ au niveau des performances.
|                  | 8a    | 8b    | 8c    | 8d    | 12a   | 12b   | 17a   | 30a   | 35b    |
| ---------------- | ----- | ----- | ----- | ----- | ----- | ----- | ----- | ----- | ------ |
| Fréquences (MHz) | 8,5   | 8,5   | 8,5   | 8,5   | 12    | 12    | 17,7  | 30    | 35,324 |
| Puissance (dBm)  | +17,5 | +20,5 | +11,5 | +14,5 | +14,5 | +14,5 | +14,5 | +14,5 | +17,0  |
| Débits (Mbit/s)  | 50    | 50    | 50    | 50    | 68    | 68    | 100   | 200   | 300    |

NB : en France, les profils 30a et 35b n'ont pas été retenus par l'Arcep.

## Perspectives
La technologie VDSL2 peut faire partie d’une offre dite FTTD (de l'anglais Fiber to the Door), fibre optique jusqu'au palier. Un DSLAM raccordé en fibre optique est installé dans les immeubles et les logements sont raccordés en VDSL2 sur le câblage cuivre existant sans intervention chez les abonnés. Du fait des longueurs réduites de la partie terminale, cette technologie permet d’atteindre un débit de 100 Mbit/s. Ce mode de raccordement est expérimenté en France depuis 2013. En 2015, le comité d’experts Cuivre se prononce en faveur de ce mode de raccordement en France.